# Pulaski (Wisconsin)

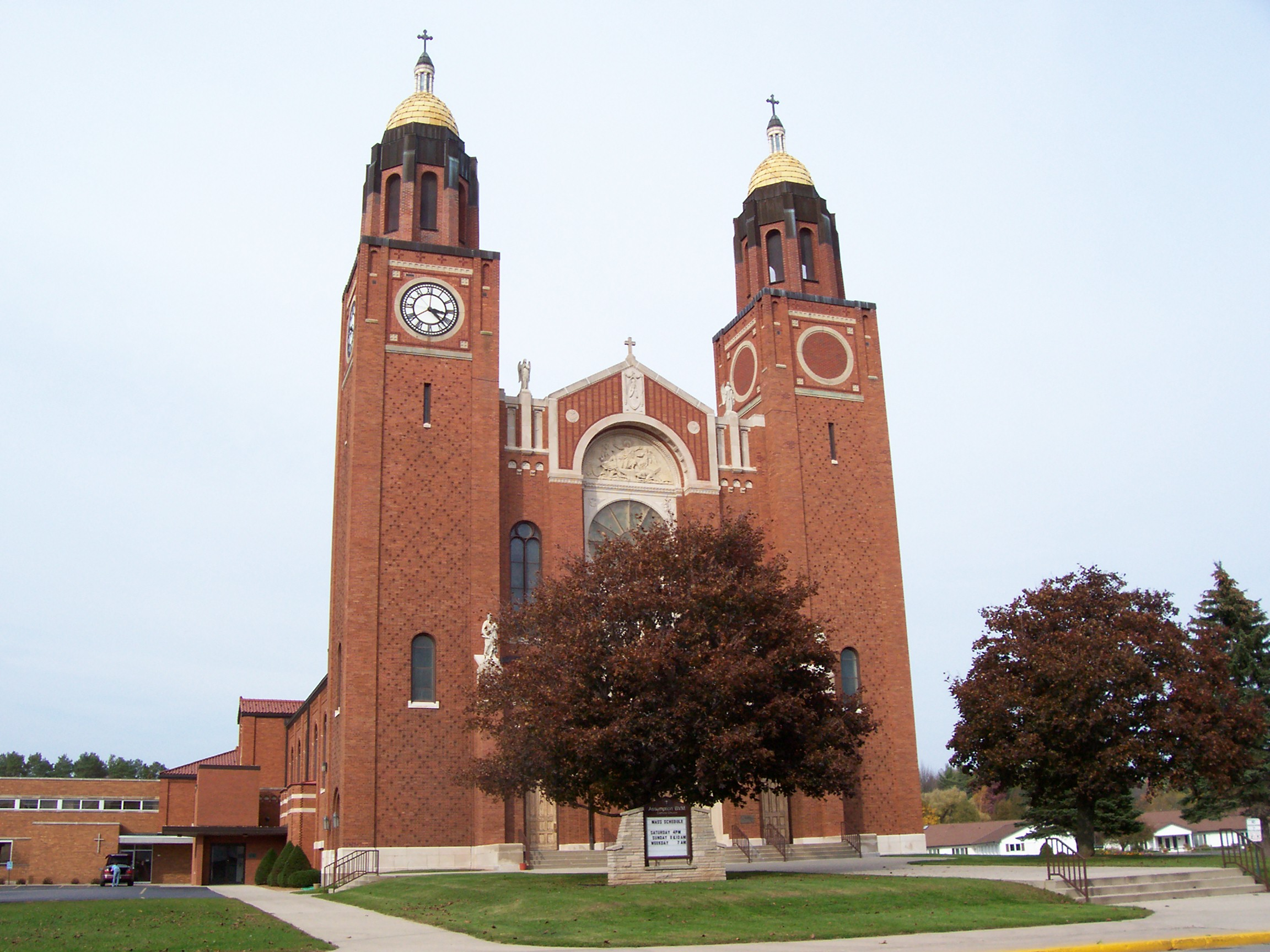
Kościół Wniebowzięcia NPM i klasztor franciszkanów

Pulaski – wieś na pograniczu hrabstw Brown, Oconto i Shawano w stanie Wisconsin. W roku 2000 zamieszkiwało ją 3060 osób.
Te fragmenty Pulaski, które leżą w granicach powiatów Brown i Oconto, wchodzą w skład metropolii Green Bay.

## Historia
Miejscowość otrzymała nazwę na cześć bohatera Polski i Stanów Zjednoczonych Kazimierza Pułaskiego, twórcy kawalerii amerykańskiej, który poległ w roku 1779 pod Savannah.
Pierwsi polscy osadnicy przybyli w te okolice w roku 1883. Tymi, którzy wydeptali ścieżki nowym przybyszom, byli Rudolf Wróblewski i Antoni Kulas. Wkrótce przybył też Jan Boncel, który zbudował warsztat tkacki i otworzył sklep spożywczo-gospodarczy. Oni to właśnie nadali nazwę nowej osadzie. W roku 1885 mieszkało tu już 35 rodzin.
Franciszkanie, których sprowadził o. Augustyn Zeytz, otrzymali od społeczności 40 hektarów ziemi. W roku 1888 powstał klasztor, a w 1892 ukończono budowę kościoła pw. Wniebowzięcia Najświętszej Marii Panny. Kościół w obecnym kształcie powstał w roku 1931.

## Geografia
Według danych United States Census Bureau całkowity obszar miejscowości wynosi 6,6 km², z czego 6,5 km² stanowi obszar lądowy, a 0,1 km² (1,57%) wodny.  Większość obszaru znajduje się w hrabstwie Brown, ale niewielkie jej części mieszczą się w hrabstwach Oconto i Shawano.

## Demografia
Według spisu powszechnego na rok 2000 miejscowość zamieszkiwało 3060 osób w 1185 gospodarstwach domowych i 795 rodzinach. Gęstość zaludnienia wynosiła 472,6/km². Znajdowało się tu 1254 budynków mieszkalnych.
Pod względem narodowościowym miejscowość zamieszkiwało 97,35% osób rasy białej, 0,33% Afroamerykanów, 0,69% Indian, 0,72% Azjatów 0,16% przedstawicieli innych ras i 0,75% przedstawicieli ras mieszanych. Latynosów było 0,95% populacji.
Spośród 1185 gospodarstw domowych 35,8% miało dzieci w wieku poniżej 18 lat, 53,2% stanowiło małżeństwa żyjące razem, 10,5% było bez ojca, a 32,9% nie stanowiło rodzin. 27,4% gospodarstw było prowadzone przez osoby samotne, z czego 13,3% było w wieku 65 lat lub więcej.

## Pulaski Polka Days
Pulaski jest stolicą dorocznego festiwalu o nazwie „Pulaski Polka Days”, który jest jednym z największych festiwali poświęconych Amerykanom polskiego pochodzenia w USA. Tysiące ludzi rok w rok przyjeżdżają do tej niewielkiej miejscowości położonej na obrzeżach Green Bay od roku 1978, by słuchać muzyki, oglądać parady, brać udział w tańcach i smakować „polską” kuchnię (kiełbasa, pierogi, glubkis). Odbywający się w lipcu na terenie Pulaski Polka Grounds i Zielinski's Ballroom festiwal gromadzi najbardziej znane zespoły grające w Stanach Zjednoczonych polkę (ang. Polka Bands), w tym zdobywców nagrody Grammy Eddiego Blazonczyka i „The Versatones”, a także „Twin Cities Soundz”, „Dynabrass”, „Polka Revolution”, „The Polish Hammers”, „Polish Connection”, „Polka Family”, czy „The Knewz”. Każdego roku festiwal kończy „Polka Day Parade” i tradycyjna msza święta w kościele pod wezwaniem Wniebowzięcia Najświętszej Marii Panny.